# Prečín
Prečín (in ungherese Soltészperecsény) è un comune della Slovacchia facente parte del distretto di Považská Bystrica, nella regione di Trenčín.